# Mà cornuda

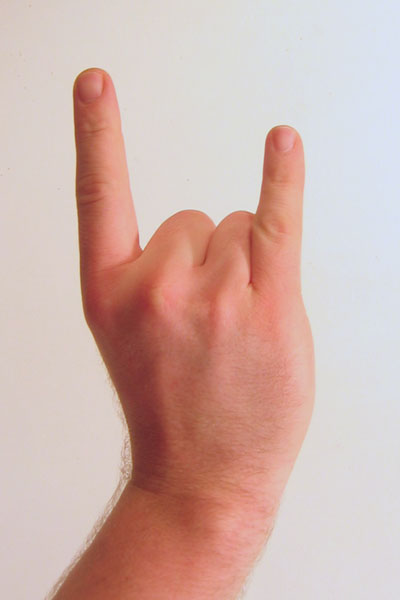
La "mà cornuta".

La mà cornuda és un gest de mans amb un significat vulgar en la majoria dels països mediterranis, i una varietat de significats i usos en altres països.

## Interpretacions
Una versió suposa que la mà cornuda és un símbol satànic d'atropellament contra el cristianisme, el dit índex i el dit petit aixecats signifiquen les banyes del mascle cabrum, mentre que els dits mig i anular retractat amb l'ajuda del polze representen el pare, el fill i l'esperit sant en subjecció a satanàs i a l'anticrist.
Això ja que un dels principals promotors d'aquest senyal va ser Anton LaVey, músic, escriptor, acèfal i fundador de l'Església de Satanàs i les relacions entre rock i satanisme que s'han manifestat en diversos subgèneres de la música rock i així també als artistes que particularment han aconseguit cridar l'atenció per la seva interpretació.
Això ha abastat ritmes menys convencionals, les lletres de les cançons, vestimenta, presentació en escenari, i altres aspectes, com ho és la mateixa gravació de la cançó o comentaris personals i els seus lusions.
Una altra interpretació veu l'origen de "la Mà Cornut" en els anys 80 quan Ronnie James Dio, al costat del llançament del primer àlbum en el qual col·laboraria com a cantant de Black Sabbath Heaven and Hell, s'observa que l'anterior cantant del grup Ozzy Osbourne tenia el costum de fer molt sovint el símbol de pau" V " en els seus concerts.
Però pel que sembla el símbol és utilitzat en molts pobles com un mantra gestual per espantar als esperits, és així per exemple que Ronnie James Dio durant la seva època amb Black Sabbath va copiar el gest que utilitzava la seva àvia per foragitar els mals esperits. va voler utilitzar un altre gest, que no fos igual al de l'anterior intèrpret però que seguís identificant les seves sortides a escena. Es fa estenent el dit índex i petit mantenint els dits mig i anular retractat amb l'ajuda del polze.
La mà cornuda no ha de ser confosa amb el símbol "t'estimo" utilitzat en el llenguatge de signes nord-americans, que es porta a terme estenent el dit polze, o amb el senyal de Shaka utilitzat en Hawaii, que es fa estenent només el polze i el dit petit.
El gest amb el polze estirat (senyes per "amor" o "t'estimo") ha estat usat per, entre d'altres, l'artista de funk George Clinton en la seva època amb Parliament-Funkadelic i es pot veure en els dibuixos a la portada dels discos "Uncle Jam Wants You" de Funkadelic i "Gloryhallastoopid" de Parliament, per exemple.